# Covers (album Placebo)
Covers este un album de cover-uri al trupei de rock Placebo, care se poate downloada numai de pe Internet (iTunes). Este de fapt o relansare a discului bonus al albumului Sleeping With Ghosts Special Edition, album ce fusese lansat pe 22 septembrie 2003.
Majoritatea cântecelor de pe album se pot găsi și pe single-urile sau edițiile speciale lansate anterior, excepție făcând numai „The Ballad Of Melody Nelson” și „Running Up That Hill”. Acesta din urmă este de fapt adevăratul responsabil pentru această relansare - după ce a fost folosit drept coloană sonoră în primul episod a celei de-a patra serii a popularului serial american The O.C., cântecul a primit foarte multă atenție atât în S.U.A. cât și în Marea Britanie (unde s-a poziționat pe locul 66).

## Lista melodiilor
1. „Running Up That Hill” (scris de Kate Bush) - 4:57
  - Originalul se află pe albumul Hounds of Love (1985) al lui Kate Bush.
  - Cover neapărut pe niciun single sau ediție specială până în 2003.
2. „Where Is My Mind?” (scris de Frank Black) - 3:44
  - Originalul se află pe albumul Surfer Rosa (1988) al trupei The Pixies.
  - Cover apărut anterior pe single-ul „This Picture” (2003).
3. „Bigmouth Strikes Again” (scris de Johnny Marr și Morrissey) - 3:54
  - Originalul se află pe albumul The Queen Is Dead (1986) al trupei The Smiths.
  - Cover apărut anterior pe single-ul „Nancy Boy” (1997).
4. „Johnny and Mary” (scris de Robert Palmer) - 3:25
  - Originalul se află pe albumul Clues (1980) al lui Robert Palmer.
  - Cover apărut anterior pe single-ul „Taste in Men” (2000).
5. „20th Century Boy” (scris de Marc Bolan) - 4:39
  - Originalul a fost lansat ca single de către T.Rex în 1973.
  - Cover apărut anterior pe single-ul „You Don't Care About Us” (1998) și pe coloana sonoră a filmului „Velvet Goldmine”.
6. „The Ballad Of Melody Nelson” (scris de Serge Gainsbourg și Jean-Claude Vannier) - 3:58
  - Originalul în franceză îi aparține lui Serge Gainsbourg.
  - Cover neapărut pe niciun single sau ediție specială până în 2003. Inclus ulterior pe albumul compilație „Revisited” dedicat lui Serge Gainsbourg.
7. „Holocaust” (scris de Alex Chilton) - 4:27
  - Originalul se află pe albumul Third: Sister Lovers (1978) al trupei Big Star.
  - Cover apărut anterior pe single-ul „Slave to the Wage” (2000).
8. „I Feel You” (scris de Martin Gore) - 6:26
  - Originalul se află pe albumul Songs of Faith and Devotion (1993) al trupei Depeche Mode.
  - Cover apărut anterior pe ediția americană a albumului Without You I'm Nothing (1999).
9. „Daddy Cool” (scris de Frank Farian și George Reyam) - 3:21
  - Originalul se află pe albumul Take The Heat Off Me al trupei Boney M.
  - Cover apărut anterior pe single-ul „The Bitter End” (2003).
10. „Jackie” (scris de Sinéad O'Connor) - 2:48
  - Originalul se află pe albumul The Lion & The Cobra (1987) al cântăreței Sinéad O'Connor.
  - Cover apărut anterior pe single-ul „This Picture” (2003).